# ヴァイオリンソナタ第1番 (プロコフィエフ)
セルゲイ・プロコフィエフの《ヴァイオリン・ソナタ第1番 ヘ短調》作品80は、1938年から1946年にかけて作曲された。したがって《ヴァイオリン・ソナタ第2番ニ長調》作品94bis（《フルート・ソナタ ニ長調》作品94の改作）に遅れて完成されている。プロコフィエフの数ある作品の中でも、最も憂鬱で情熱的な作品である。
初演は1946年10月23日、モスクワ音楽院小ホールで、ダヴィッド・オイストラフのヴァイオリン、レフ・オボーリンのピアノによって行われた。
以下の4つの楽章からなり、30分の長さである。
1. Andante assai
2. Allegro brusco
3. Andante
4. Allegrissimo - Andante assai, come prima

両端楽章の結びに聞こえるヴァイオリンの滑り落ちるような音階を、プロコフィエフは「墓場を抜ける風」と呼んだ。